# Mohammad Al-Sahlawi
Mohammad Ibrahim Mohammad Al-Sahlawi (Arabisch: محمد ابراهيم محمد السهلاوي; Hofuf, 10 januari 1987) is een Saoedi-Arabisch voetballer die doorgaans speelt als spits. In september 2023 tekende hij voor Al-Safa. Al-Sahlawi maakte in 2010 zijn debuut in het Saoedi-Arabisch voetbalelftal.

## Clubcarrière
Al-Sahlawi speelde in de jeugd van Al-Qadisiyah, waar hij in 2005 ook in het eerste elftal terechtkwam. In 2008 werd hij nog even verhuurd aan Al-Fateh. In 2009 verkaste de spits naar Al-Nassr. In zijn eerste seizoen scoorde hij eenentwintig keer in drieënzestig optredens. In het seizoen 2013/14 won hij met Al-Nassr het landskampioenschap en de beker. In het volgende seizoen maakt Al-Sahlawi in 24 competitieduels 21 doelpunten, waarmee hij op de tweede plaats in het topscorersklassement eindigde. Na tien jaar bij Al-Nassr verkaste de spits medio 2019 naar Al-Shabab. Via Al-Taawon en Muaither kwam hij in januari 2022 terecht bij Al-Hazm, waar hij voor een half jaar tekende. Na een seizoen zonder club ging Al-Sahlawi in september 2023 naar Al-Safa.

## Interlandcarrière
Al-Sahlawi debuteerde in het Saoedi-Arabisch voetbalelftal op 29 mei 2010 in een vriendschappelijke wedstrijd tegen Spanje (3–2). Hij mocht na een uur spelen invallen en na tien minuten in het veld schoot hij de 2–2 achter doelman Iker Casillas. Sindsdien is Al-Sahlawi een vaste waarde in het nationaal elftal van Saoedi-Arabië, waarmee hij in 2015 deelnam aan het Aziatisch kampioenschap voetbal. In de drie groepswedstrijden maakte hij drie doelpunten, waarvan twee in de wedstrijd tegen Noord-Korea (1–4 overwinning). Saoedi-Arabië verliet het toernooi na de groepsfase. In juni 2015 speelde Al-Sahlawi mee in de eerste kwalificatiewedstrijd voor het wereldkampioenschap voetbal 2018 tegen Palestina, die met 3–2 werd gewonnen. Hij was tweemaal trefzeker; in de vierde minuut van de blessuretijd maakte hij het winnende doelpunt. In het volgende WK-kwalificatieduel in september 2015, de eerste interland onder leiding van bondscoach Bert van Marwijk, maakte Al-Sahlawi tegen Oost-Timor een hattrick. Saoedi-Arabië won met 7–0. Enkele dagen later was Al-Sahlawi in en tegen Maleisië ook trefzeker, maar bij een 1–2 voorsprong werd de wedstrijd gestaakt nadat Maleisische supporters vuurwerk afstaken. In de vierde kwalificatiewedstrijd tegen de Verenigde Arabische Emiraten op 8 oktober boog Al-Sahlawi in drie kwartier een 0–1 achterstand om in een 2–1 overwinning. Het waren zijn zevende en achtste doelpunt in het WK-kwalificatietoernooi, waarmee Al-Sahlawi zijn eerste plaats in het topscorersklassement verstevigde. Op 17 november 2015 maakte Al-Sahlawi in de tweede wedstrijd tegen Oost-Timor (0–10) vijf doelpunten.
| Interlands van Mohammad Al-Sahlawi voor Saoedi-Arabië | Interlands van Mohammad Al-Sahlawi voor Saoedi-Arabië | Interlands van Mohammad Al-Sahlawi voor Saoedi-Arabië | Interlands van Mohammad Al-Sahlawi voor Saoedi-Arabië | Interlands van Mohammad Al-Sahlawi voor Saoedi-Arabië | Interlands van Mohammad Al-Sahlawi voor Saoedi-Arabië |
| №                                                     | Datum                                                 | Wedstrijd                                             | Uitslag                                               | Competitie                                            | Goals                                                 |
| Als speler bij Al-Nassr                               | Als speler bij Al-Nassr                               | Als speler bij Al-Nassr                               | Als speler bij Al-Nassr                               | Als speler bij Al-Nassr                               | Als speler bij Al-Nassr                               |
| ----------------------------------------------------- | ----------------------------------------------------- | ----------------------------------------------------- | ----------------------------------------------------- | ----------------------------------------------------- | ----------------------------------------------------- |
| 1                                                     | 29 mei 2010                                           | Spanje – Saoedi-Arabië                                | 3 – 2                                                 | Vriendschappelijk                                     | 75'                                                   |
| 2                                                     | 28 juli 2011                                          | Hongkong – Saoedi-Arabië                              | 0 – 5                                                 | WK 2014 kwalificatie                                  | 83'                                                   |
| 3                                                     | 6 september 2011                                      | Saoedi-Arabië – Australië                             | 1 – 3                                                 | WK 2014 kwalificatie                                  |                                                       |
| 4                                                     | 11 oktober 2011                                       | Thailand – Saoedi-Arabië                              | 0 – 0                                                 | WK 2014 kwalificatie                                  |                                                       |
| 5                                                     | 22 juni 2012                                          | Saoedi-Arabië – Koeweit                               | 4 – 0                                                 | Arab Nations Cup 2012                                 | 22' 90+3'                                             |
| 6                                                     | 28 juni 2012                                          | Saoedi-Arabië – Palestina                             | 2 – 2                                                 | Arab Nations Cup 2012                                 |                                                       |
| 7                                                     | 3 juli 2012                                           | Saoedi-Arabië – Libië                                 | 0 – 2                                                 | Arab Nations Cup 2012                                 |                                                       |
| 8                                                     | 7 september 2012                                      | Spanje – Saoedi-Arabië                                | 5 – 0                                                 | Vriendschappelijk                                     |                                                       |
| 9                                                     | 11 september 2012                                     | Gabon – Saoedi-Arabië                                 | 1 – 0                                                 | Vriendschappelijk                                     |                                                       |
| 10                                                    | 14 november 2012                                      | Saoedi-Arabië – Argentinië                            | 0 – 0                                                 | Vriendschappelijk                                     |                                                       |
| 11                                                    | 6 januari 2013                                        | Koeweit – Saoedi-Arabië                               | 1 – 0                                                 | Golf Cup 2013                                         |                                                       |
| 12                                                    | 12 januari 2013                                       | Saoedi-Arabië – Irak                                  | 0 – 2                                                 | Golf Cup 2013                                         |                                                       |
| 13                                                    | 5 maart 2014                                          | Saoedi-Arabië – Indonesië                             | 1 – 0                                                 | AK 2015 kwalificatie                                  |                                                       |
| 14                                                    | 30 december 2014                                      | Bahrein – Saoedi-Arabië                               | 4 – 1                                                 | Vriendschappelijk                                     |                                                       |
| 15                                                    | 10 januari 2015                                       | Saoedi-Arabië – China                                 | 0 – 1                                                 | AK 2015                                               |                                                       |
| 16                                                    | 14 januari 2015                                       | Noord-Korea – Saoedi-Arabië                           | 1 – 4                                                 | AK 2015                                               | 52' 54'                                               |
| 17                                                    | 18 januari 2015                                       | Oezbekistan – Saoedi-Arabië                           | 3 – 1                                                 | AK 2015                                               | 60' (pen.)                                            |
| 18                                                    | 30 maart 2015                                         | Saoedi-Arabië – Jordanië                              | 2 – 1                                                 | Vriendschappelijk                                     | 86' 90+6' (pen.)                                      |
| 19                                                    | 11 juni 2015                                          | Saoedi-Arabië – Palestina                             | 3 – 2                                                 | WK 2018 kwalificatie                                  | 46' 90+4'                                             |
| 20                                                    | 3 september 2015                                      | Saoedi-Arabië – Oost-Timor                            | 7 – 0                                                 | WK 2018 kwalificatie                                  | 22' (pen.) 25' 68'                                    |
| 21                                                    | 8 september 2015                                      | Maleisië – Saoedi-Arabië                              | 0 – 3                                                 | WK 2018 kwalificatie                                  | 75'                                                   |
| 22                                                    | 8 oktober 2015                                        | Saoedi-Arabië – V.A.E.                                | 2 – 1                                                 | WK 2018 kwalificatie                                  | 45' 90' (pen.)                                        |
| 23                                                    | 9 november 2015                                       | Palestina – Saoedi-Arabië                             | 0 – 0                                                 | WK 2018 kwalificatie                                  |                                                       |
| 24                                                    | 17 november 2015                                      | Oost-Timor – Saoedi-Arabië                            | 0 – 10                                                | WK 2018 kwalificatie                                  | 29' (pen.) 42' 54' (pen.) 70' 89'                     |
| 25                                                    | 24 maart 2016                                         | Saoedi-Arabië – Maleisië                              | 2 – 0                                                 | WK 2018 kwalificatie                                  | 50'                                                   |
| 26                                                    | 29 maart 2016                                         | V.A.E. – Saoedi-Arabië                                | 1 – 1                                                 | WK 2018 kwalificatie                                  |                                                       |
| 27                                                    | 24 augustus 2016                                      | Saoedi-Arabië – Laos                                  | 2 – 1                                                 | Vriendschappelijk                                     | 48'                                                   |
| 28                                                    | 15 november 2016                                      | Japan – Saoedi-Arabië                                 | 2 – 1                                                 | WK 2018 kwalificatie                                  |                                                       |
| 29                                                    | 10 januari 2017                                       | Saoedi-Arabië – Slovenië                              | 0 – 0                                                 | Vriendschappelijk                                     |                                                       |
| 30                                                    | 14 januari 2017                                       | Cambodja – Saoedi-Arabië                              | 2 – 7                                                 | Vriendschappelijk                                     | 49' (pen.) 79' (pen.)                                 |
| 31                                                    | 23 maart 2017                                         | Thailand – Saoedi-Arabië                              | 0 – 3                                                 | WK 2018 kwalificatie                                  | 26'                                                   |
| 32                                                    | 28 maart 2017                                         | Saoedi-Arabië – Irak                                  | 1 – 0                                                 | WK 2018 kwalificatie                                  |                                                       |
| 33                                                    | 8 juni 2017                                           | Australië – Saoedi-Arabië                             | 3 – 2                                                 | WK 2018 kwalificatie                                  | 46'                                                   |
| 34                                                    | 29 augustus 2017                                      | V.A.E. – Saoedi-Arabië                                | 2 – 1                                                 | WK 2018 kwalificatie                                  |                                                       |
| 35                                                    | 5 september 2017                                      | Saoedi-Arabië – Japan                                 | 1 – 0                                                 | WK 2018 kwalificatie                                  |                                                       |
| 36                                                    | 26 februari 2018                                      | Saoedi-Arabië – Moldavië                              | 3 – 0                                                 | Vriendschappelijk                                     |                                                       |
| 37                                                    | 23 maart 2018                                         | Saoedi-Arabië – Oekraïne                              | 1 – 1                                                 | Vriendschappelijk                                     |                                                       |
| 38                                                    | 27 maart 2018                                         | België – Saoedi-Arabië                                | 4 – 0                                                 | Vriendschappelijk                                     |                                                       |
| 39                                                    | 9 mei 2018                                            | Saoedi-Arabië – Algerije                              | 2 – 0                                                 | Vriendschappelijk                                     |                                                       |
| 40                                                    | 15 mei 2018                                           | Saoedi-Arabië – Griekenland                           | 2 – 0                                                 | Vriendschappelijk                                     |                                                       |
| 41                                                    | 3 juni 2018                                           | Saoedi-Arabië – Peru                                  | 0 – 3                                                 | Vriendschappelijk                                     |                                                       |
| 42                                                    | 8 juni 2018                                           | Duitsland – Saoedi-Arabië                             | 2 – 1                                                 | Vriendschappelijk                                     |                                                       |
| 43                                                    | 14 juni 2018                                          | Rusland – Saoedi-Arabië                               | 5 – 0                                                 | WK 2018                                               |                                                       |
| 44                                                    | 20 juni 2018                                          | Uruguay – Saoedi-Arabië                               | 1 – 0                                                 | WK 2018                                               |                                                       |

Bijgewerkt op 2 april 2025.

## Erelijst
| Saudi Pro League | 2 | 2013/14, 2014/15 |
| Crown Prince Cup | 1 | 2013/14          |